# Мороз, Станислав Иванович
Станислав Иванович Мороз (9 апреля 1938, ст. Новосавицкая, Слободзейский район, Молдавская АССР, Украинская ССР, СССР — 2013) — государственный деятель Приднестровской Молдавской Республики. Депутат Верховного совета Приднестровской Молдавской Республики I созыва с 1990 по 1995. Исполняющий обязанности Председателя Совета Министров Приднестровской Молдавской Советской Социалистической Республики с 3 сентября по 8 декабря 1990.

## Биография
Родился 9 апреля 1938 в посёлке железнодорожной станции Новосавицкая Слободзейского района Молдавской АССР. По национальности — украинец.

### Образование
В 1959 окончил Кишинёвский строительный техникум.
В 1968 окончил Кишинёвский политехнический институт имени С. Лазо.
В 1981 окончил Ростовскую высшую партийную школу.

### Деятельность до 1990 года
Трудовую деятельность начал в 1955 счетоводом на пункте заготовки зерна в родном железнодорожном посёлке Новосавицкая.
В 1959 работал техником-технологом в проектном институте «Молдгипрострой» в Кишинёве.
C 1959 по 1962 проходил срочную службу в рядах Советской армии.
С 1962 по 1972 прошёл трудовой путь от инженера-конструктора до начальника конструкторского бюро и главного инженера завода ЖБИ-2 Кишинёва. С 1972 по 1975 работал директором завода ЖБИ-6 в Тирасполе.
С 1975 по 1981 — первый заместитель Председателя Тираспольского городского Совета народных депутатов Молдавской ССР.
C 1981 по 1987 — занимал высокие должности в Госплане Молдавской ССР (был заместителем председателя, а затем его первым заместителем).
С 1987 по 1989 — на партийной работе — заведующий отделом ЦК Коммунистической партии Молдавии.
С 1989 по 1990 — заместитель Председателя Совета министров Молдавской ССР.

### Деятельность в 1990 году
В июне 1990 во время проведения в селе Парканы I съезда депутатов Приднестровского региона всех уровней высказал несогласие с проводимой линией руководства ССР Молдова в отношении Приднестровья, ушёл в отставку и вернулся в Тирасполь, где был назначен председателем Тираспольского горисполкома Совета народных депутатов.
2 сентября 1990 на II (чрезвычайном) съезде депутатов Приднестровского региона всех уровней было провозглашено образование Приднестровской Молдавской Советской Социалистической Республики, а с 3 сентября 1990 Мороз был назначен исполняющим обязанности Председателя Совета Министров Приднестровской Молдавской Советской Социалистической Республики с сохранением должности председателя Тираспольского горисполкома. На I сессии избранного Верховного Совета народных депутатов ПМССР 8 декабря 1990 временный институт Правительства (Совета Министров) ПМССР был упразднён.

### Деятельность после 1990 года
В 1991 Мороз покидает пост председателя Тираспольского горисполкома Совета народных депутатов и становится управляющим филиалом № 3 АКБ «Виктория-банк» в городе Тирасполь. После закрытия кишинёвским «Виктория-банком» своего филиала в Приднестровье, уходит на пенсию.
Скончался в 2013.

## Награды
- Орден Почёта (9 апреля 1998) — за многолетний, добросовестный труд, высокие организаторские и профессиональные качества и в связи с 60-летием со дня рождения[4]

## Память
В октябре 2014 Тираспольский городской Совет народных депутатов принял решение увековечить имя Станислава Мороза в виде установки мемориальной доски по месту последнего жительства.